# Štefanovce (Prešov)
Štefanovce (deutsch Stephansdorf, ungarisch Istvánvágás) ist eine Gemeinde im Osten der Slowakei mit 207 Einwohnern (Stand 31. Dezember 2024) im Okres Prešov, einem Teil des Prešovský kraj, und wird zur traditionellen Landschaft Šariš gezählt.

## Geographie

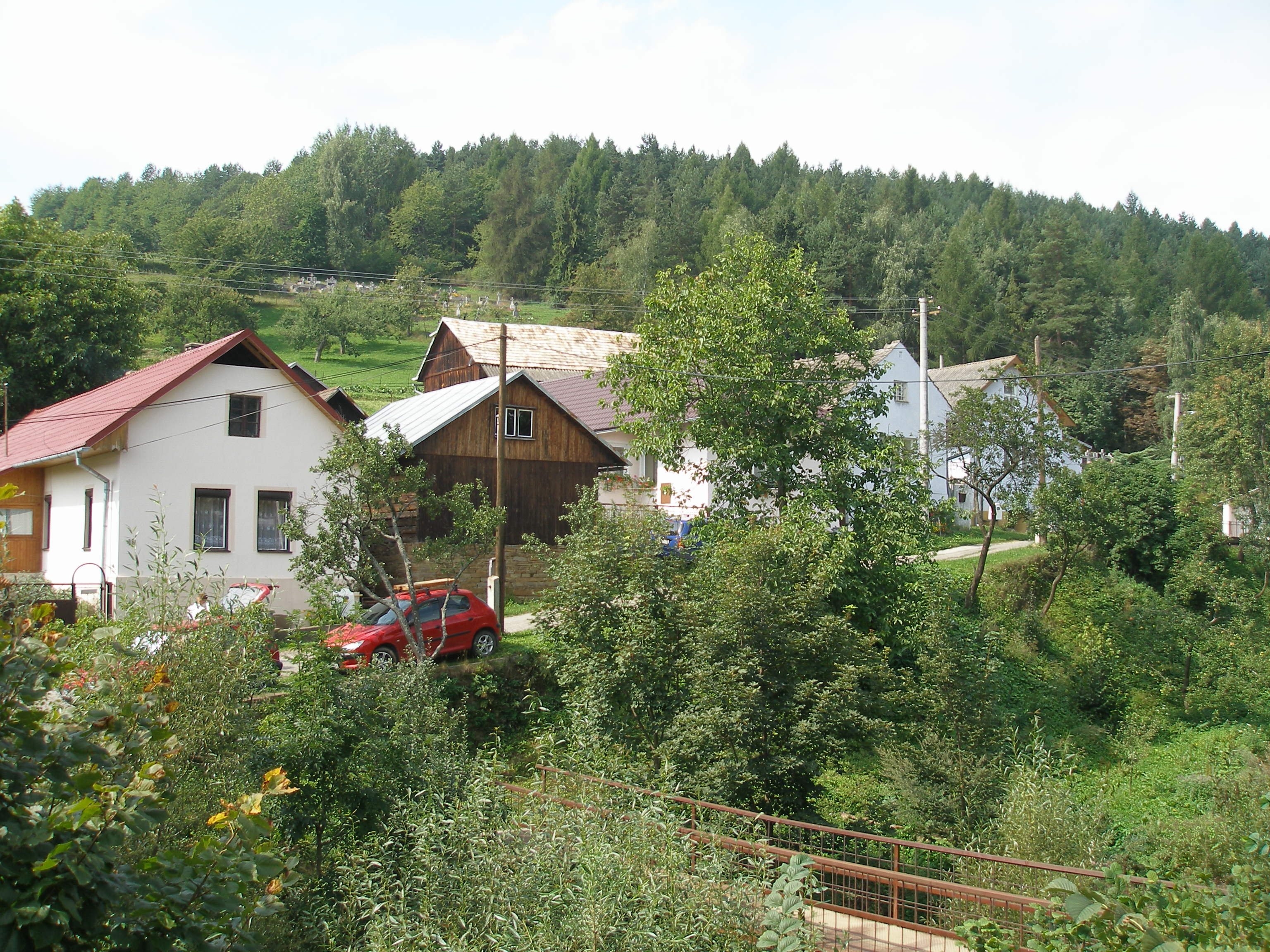
Štefanovce

Die Gemeinde befindet sich inmitten des Berglands Šarišská vrchovina im Tal des Štefanovský potok im Einzugsgebiet der Svinka. Das Ortszentrum liegt auf einer Höhe von 580 m n.m. und ist 22 Kilometer von Prešov entfernt.
Die Gemeinde besteht aus der 3,57 km² großen Katastralgemeinde Štefanovce, wo sich auch der Hauptort befindet, und der 1,681 km² Katastralgemeinde Nové weiter nördlich, die als Exklave zwischen den Gemeinden Renčišov, Uzovské Pekľany, Jarovnice und Hermanovce gelegen ist.
Nachbargemeinden sind Lipovce im Norden, Hermanovce im Osten, Hendrichovce im Süden, Fričovce im Südwesten und Šindliar im Westen.

## Geschichte

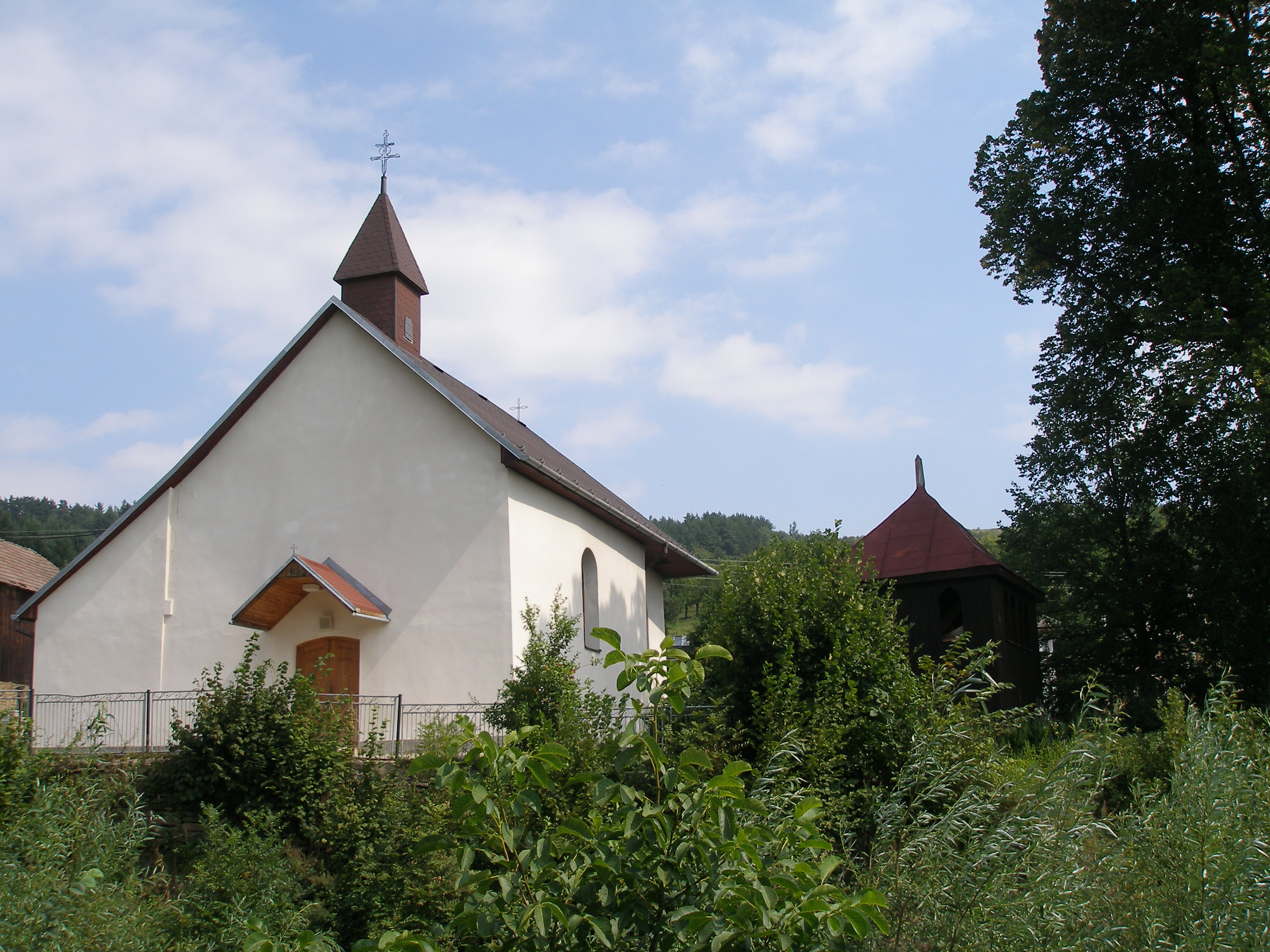
Kirche im Ort

Štefanovce wurde durch einen Schultheiß namens Stephan nach deutschem Recht gegründet und zum ersten Mal 1331 als villa Stefani, sieben Jahre später als Stephanwagasa schriftlich erwähnt. Der Ort lag damals im Herrschaftsgebiet von Svinia, später war er Besitz von Familien wie Berzeviczy, Szinyei und Mersey. 1427 wurde das Dorf in Höhe von 17 Porta besteuert, somit handelte es sich damals um ein mittelgroßes Dorf. Später zogen viele Einwohner aus oder verarmten, sodass die Siedlung im Jahr 1600 nur noch aus zehn ausschließlich durch Untertanen bewohnten Häusern bestand. 1787 hatte die Ortschaft 32 Häuser und 182 Einwohner, 1828 zählte man 22 Häuser und 192 Einwohner, die als Hirten, Landwirte und Leineweber beschäftigt waren.
Bis 1918/1919 gehörte der im Komitat Sáros liegende Ort zum Königreich Ungarn und danach zur Tschechoslowakei beziehungsweise heute Slowakei.

## Bevölkerung
| Jahr                | 1994 | 2004     | 2014    | 2024    |
| ------------------- | ---- | -------- | ------- | ------- |
| Anzahl der Personen | 194  | 224      | 210     | 207     |
| Unterschied         |      | +15,46 % | −6,25 % | −1,42 % |

| Jahr                | 2023 | 2024   |
| ------------------- | ---- | ------ |
| Anzahl der Personen | 200  | 207    |
| Unterschied         |      | +3,5 % |

Nach der Volkszählung 2011 wohnten in Štefanovce 218 Einwohner, davon 213 Slowaken. Fünf Einwohner machten keine Angabe zur Ethnie.
211 Einwohner bekannten sich zur römisch-katholischen Kirche und zwei Einwohner zur griechisch-katholischen Kirche. Ein Einwohner war konfessionslos und bei vier Einwohnern wurde die Konfession nicht ermittelt.

## Bauwerke und Denkmäler
- römisch-katholische Kirche Darstellung des Herrn (vorher Mariä Reinigung) aus dem 14. Jahrhundert, mit baulichen Änderungen aus dem 18. und 19. Jahrhundert